# Oostelijke zwarte weduwe

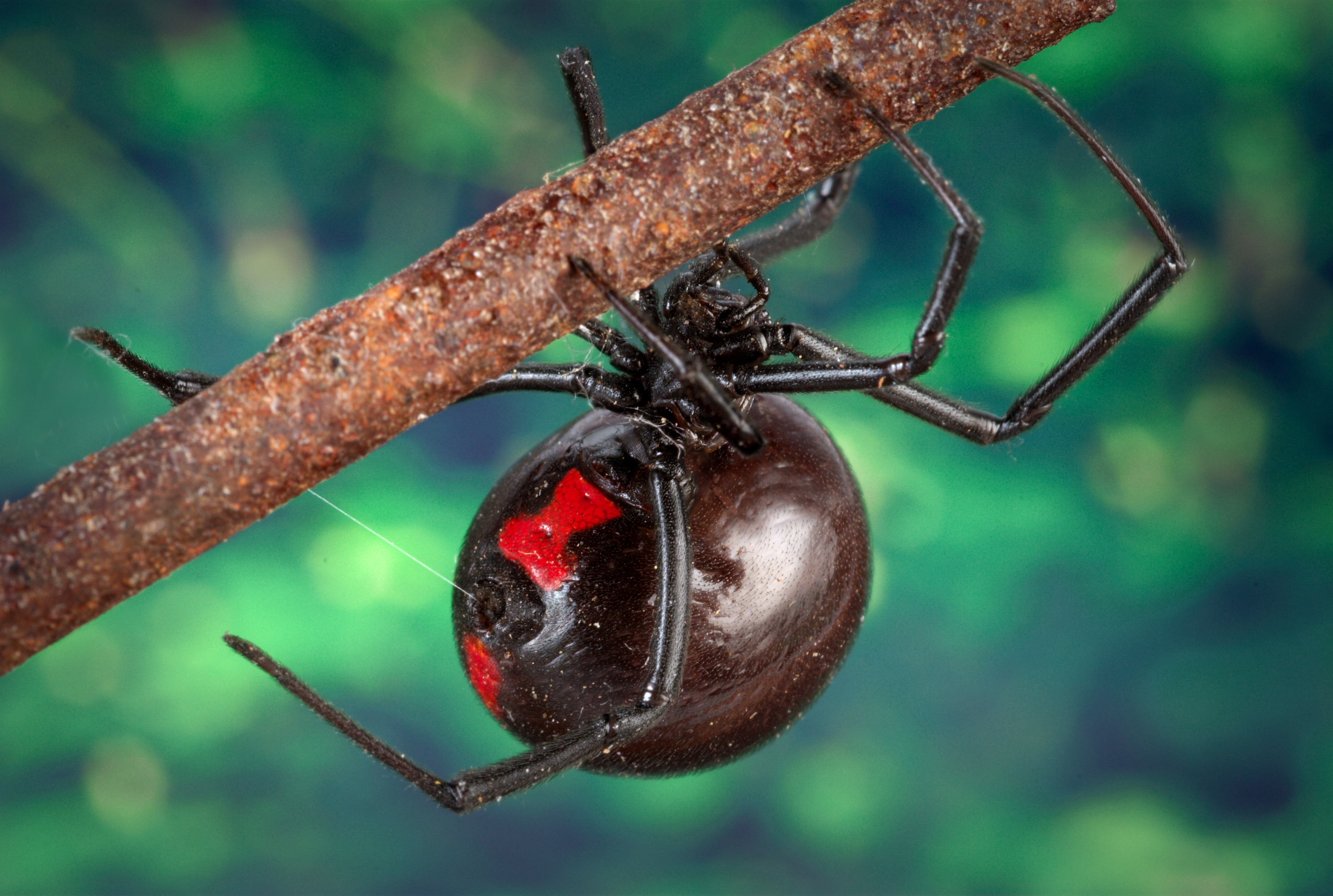
Een vrouwtje begint met het spinnen van een nieuw web

De oostelijke zwarte weduwe (Latrodectus mactans) is een spin uit de familie van de kogelspinnen (Theridiidae). De soort is afkomstig uit het zuidoosten van de Verenigde Staten en Mexico, maar heeft zich inmiddels over alle werelddelen verspreid.
Het allereerste exemplaar in Europa dook op in Tervuren (België) in 1967. In België en Nederland is het klimaat, naar men aanneemt, echter niet geschikt voor de spin om zich blijvend te vestigen. De spin die ongeveer 3,8 centimeter groot kan worden (inclusief poten), is vooral bekend omdat het vrouwtje ervan lelijk kan bijten met soms ernstige gevolgen. Deze spin dankt haar naam aan het vrouwtje die na het paren vaak het mannetje aanvalt en doodt.

## Leefwijze
De soort maakt vaak een slordig, onregelmatig web tussen struiken of in en bij kreupelhout. Ze geeft de voorkeur voor gebieden met een heet klimaat, maar wordt ook in gematigde gebieden gespot.

## Voortplanting
Het mannetje is polygaam en paart dus met verschillende vrouwtjes. Voor hij op zoek gaat naar een partner, spint hij een klein web en bevrucht dit met een beetje sperma door het tegen zijn buik te wrijven. Vervolgens pakt hij dit spermapakketje beet met zijn pedipalpen (dit zijn de pootvormige organen nabij de bek) en gaat op zoek naar een vrouwtje. Wanneer hij een geschikt vrouwtje gevonden heeft, baltst hij voor haar door haar web te laten resoneren met zijn poten om aan te geven dat hij wil paren. Dit houdt in dat hij het spermapakketje overbrengt op het lichaam van het wijfje. Na de paring eet het vrouwtje in sommige gevallen het mannetje op.
Eén paring is voor het vrouwtje voldoende om verscheidene nesten met eieren te leggen, omdat zij het sperma in haar lichaam opslaat en het een aantal maanden kan gebruiken. Het wijfje legt de eieren in een grote, beige zijden cocon, die ze van tevoren heeft gesponnen. Ze heeft soms verschillende van die cocons en bewaakt ze zorgvuldig. Ten slotte komen er drommen jonge spinnetjes tevoorschijn, die ondanks het feit dat ze piepklein zijn, al geheel onafhankelijk van de moeder zijn zo gauw ze uit het ei komen.

## Beten van de zwarte weduwe
De spin is niet agressief en mensen worden meestal gebeten omdat ze de spin onbedoeld in het nauw brengen, bijvoorbeeld door op een toiletbril te gaan zitten waar de spin haar web heeft gesponnen. De beet wordt aanvankelijk nauwelijks gevoeld maar gaat na enige minuten hevig pijn doen en kan dan gepaard gaan met andere ziekteverschijnselen. Een fatale afloop is wel beschreven, hoewel dit geenszins zo vaak voorkomt als in media wordt gesteld.
In de hele VS zijn tussen 1950 en 1959 (voor de ontwikkeling van een antiserum) 63 fatale gevallen gemeld. Bij toediening van antiserum in ernstige gevallen trad in een ziekenhuisserie van meer dan 2000 beten geen enkele fatale afloop op.
In een Australisch onderzoek naar 63 gevallen waarbij de roodrugspin (nauw verwant aan de zwarte weduwe) gevangen was en dus eenduidig kon worden geïdentificeerd trad pijn op in alle gevallen; hevige pijn bij 61% van de gevallen en pijn die meer dan 24 uur aanhield in 66% van de gevallen.
In 35% van de gevallen traden systemische verschijnselen op (algemeen onwelzijn, zweten, ademhallingsstoornissen en verlammingsverschijnselen in tegenstelling tot plaatselijke verschijnselen). De pijn duurde gemiddeld 48 uur (maximaal 96 uur). Slechts 6 patiënten moesten met antigif worden behandeld. Bij beten van de verwante roodrugspin was er meer kans op systemische verschijnselen dan bij de oostelijke zwarte weduwe zelf. Er waren geen gevallen met een fatale afloop.
De LD50 voor Latrodectusgif voor muizen wordt opgegeven als 0,9 mg/kg. Ter vergelijking: voor wespengif is dit ongeveer 2,5 mg/kg.

### Samenstelling van het gif
Het gif bevat een aantal actieve bestanddelen, waaronder simpele organische stoffen zoals purine en inosine; kleinere polypeptiden die een directe invloed hebben op calciumkanalen in de celmembraan en eiwitten die selectief het vrijkomen van neurotransmitters in de synapsen en bij de motorische eindplaat beïnvloeden, waardoor verlammingsverschijnselen ontstaan.

## In België
Op 19 augustus 2010 waarschuwde de Belgische Arachnologische Vereniging, ARABEL, voor het gevaar van blijvende vestiging van de zwarte weduwe in België. Onderzoek wees uit dat de spinnen het land binnenraken via de handel in oldtimers vanuit de Verenigde Staten. Dit bericht kwam nadat er opvallend meer meldingen binnenkwamen van zwarte weduwen en eicocons.

## In Nederland
De zwarte weduwe is een aantal keer in Nederland aangetroffen. De spinnen werden veelal overgebracht naar reptielenzoo Serpo te Delft. Een geval deed zich voor in Nederland waar de spin werd ontdekt in een uit de Verenigde Staten geïmporteerde auto. Een medewerker van het importbedrijf werd gebeten. Na een paar uur traden onregelmatige spieraanspanningen op, waardoor spoedeisende ziekenhuisopname noodzakelijk was. Na enkele dagen genas de betrokkene geheel. Veelal duidt dit op een allergische reactie, zoals iemand deze ook kan hebben na bijvoorbeeld een wespensteek. Na onderzoek in de Verenigde Staten werd duidelijk dat iedereen anders reageert op een beet van deze spin. Bij een verlaagde weerstand kan men er meer last van hebben, of zoals in bovenstaand geval, wanneer men er allergisch voor is. Een persoon met een gemiddelde weerstand en conditie heeft vaak jeuk, uitslag of koorts. Er zijn ook gevallen bekend waar de gebeten persoon er totaal geen last van had en er enkel een rode plek op de bijtplek zichtbaar was.

## Synoniemen
- Aranea mactans - Fabricius, 1775
- Meta schuchii - Koch, 1836
- Latrodectus insularis - Dahl, 1902
- Latrodectus insularis lunulifer - Dahl, 1902
- Latrodectus sagittifer - Dahl, 1902
- Latrodectus hahli - Dahl, 1902
- Latrodectus luzonicus - Dahl, 1902
- Latrodectus albomaculatus - Franganillo, 1930
- Latrodectus agoyangyang - Plantilla & Mabalay, 1935
- Latrodectus mactans mexicanus - Gonzalez, 1954